# Schron przy Grocie w Jaworzyńskim Żlebie

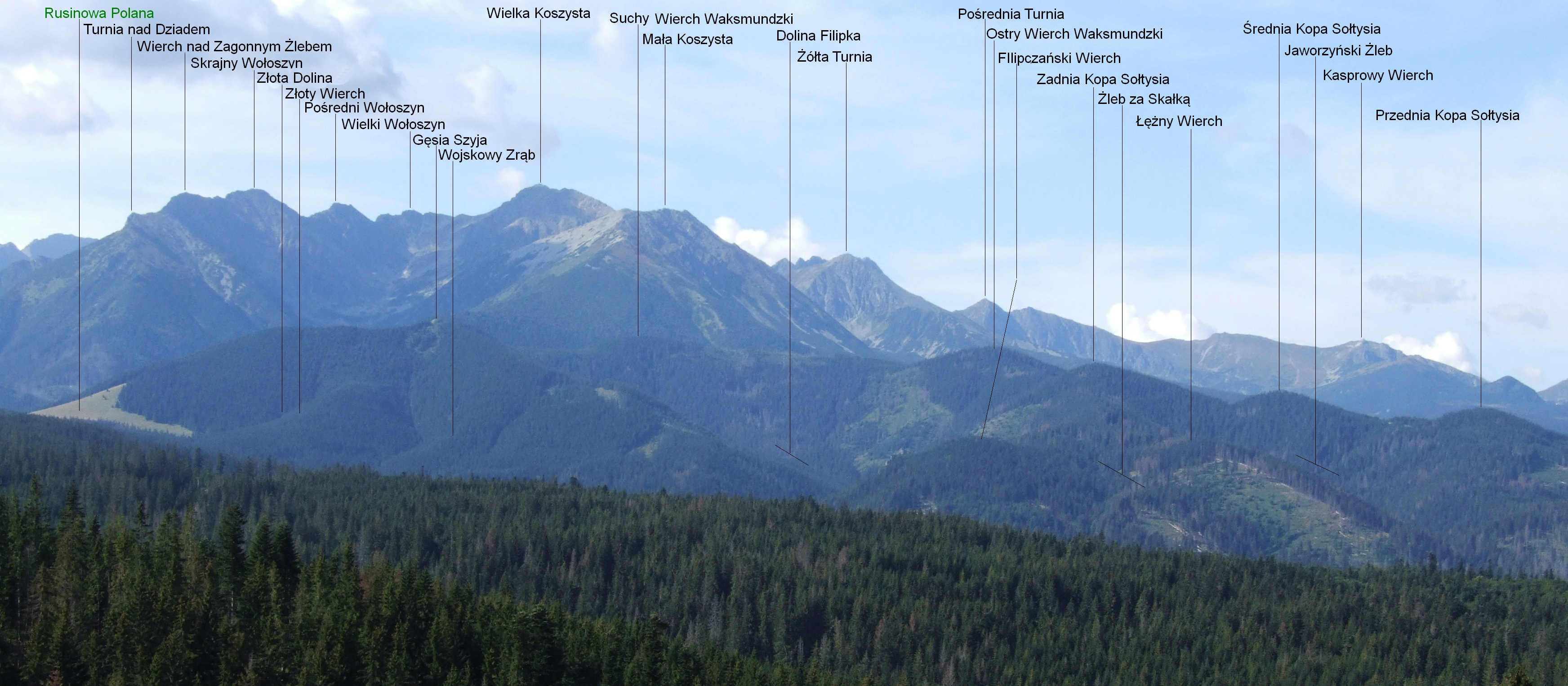
Widok z Głodówki. Na prawo Jaworzyński Żleb

Schron przy Grocie w Jaworzyńskim Żlebie – jaskinia, a właściwie schronisko, w Dolinie Łężnej w Tatrach Wysokich. Wejście do niej położone jest w zboczu Jaworzyńskiego Żlebu, w pobliżu Groty w Jaworzyńskim Żlebie i Łężnej Dziury, poniżej Zbójnickiej Kapliczki, na wysokości 978 metrów n.p.m. Długość jaskini wynosi 5,4 metrów, a jej deniwelacja 1,9 metrów.

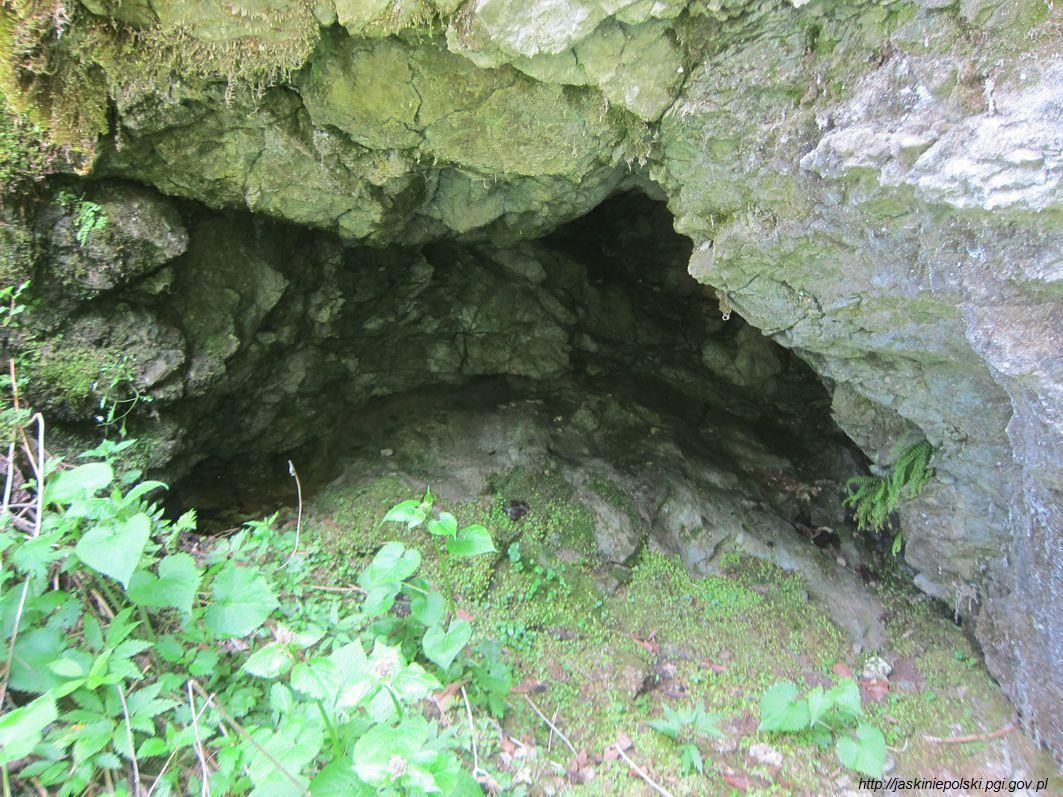
Otwór jaskini

## Opis jaskini
Jaskinię tworzy niewielka sala o dnie idącym do góry, do której prowadzi duży otwór wejściowy.

## Przyroda
W jaskini brak jest nacieków. Na ścianach rosną mchy i porosty.

## Historia odkryć
Jaskinia była prawdopodobnie znana od dawna. Jej plan i opis sporządził F. Filar w 2016 roku.